# Calonge de Segarra
Calonge de Segarra és un municipi de l'Alta Segarra situat a l'extrem nord de la comarca de l'Anoia, amb capital administrativa a Dusfort.

## Geografia
- Llista de topònims de Calonge de Segarra (Orografia: muntanyes, serres, collades, indrets..; hidrografia: rius, fonts...; edificis: cases, masies, esglésies, etc)

## Història
La seva història documentada es remunta al segle ii aC quan es té constància d'una població habitada per forasters o propis d'una colònia, tal com etimològicament indica el seu nom: "colonicus", provinent del llatí.
Conserva també l'afegit de la comarca, la Segarra, territori que significa centre o lloc on se separava el Ramat. De fet, el municipi de Calonge de Segarra està situat en una zona tradicionalment transhumant, creuat per importants carrerades i en el qual, des d'antic, els ramats provinents de la província tarraconense feien aturada abans de distribuir-se cap al Pirineu i a l'inrevés.

## Demografia
| Entitat de població | Habitants (2023) |
| Calonge de Segarra  | 70               |
| Aleny               | 37               |
| Dusfort             | 22               |
| Mirambell           | 22               |
| el Soler            | 20               |
| Sant Pere de l'Arç  | 17               |
| Font: Idescat       |                  |

| 1497 f | 1515 f | 1553 f | 1717 | 1787 | 1857 | 1877 | 1887 | 1900 | 1910 |
| ------ | ------ | ------ | ---- | ---- | ---- | ---- | ---- | ---- | ---- |
| 41     | 46     | 52     | 152  | 161  | 560  | 429  | 430  | 431  | 365  |

| 1920 | 1930 | 1940 | 1950 | 1960 | 1970 | 1981 | 1990 | 1992 | 1994 |
| ---- | ---- | ---- | ---- | ---- | ---- | ---- | ---- | ---- | ---- |
| 424  | 494  | 457  | 407  | 366  | 239  | 199  | 201  | 199  | 199  |

| 1996 | 1998 | 2000 | 2002 | 2004 | 2006 | 2008 | 2010 | 2012 | 2014 |
| ---- | ---- | ---- | ---- | ---- | ---- | ---- | ---- | ---- | ---- |
| 185  | 188  | 196  | 198  | 200  | 205  | 201  | 194  | 201  | 202  |

| 2016 | 2018 | 2020 | 2022 | 2024 | 2026 | 2028 | 2030 | 2032 | 2034 |
| ---- | ---- | ---- | ---- | ---- | ---- | ---- | ---- | ---- | ---- |
| -    | 191  | 188  | 195  | 174  | -    | -    | -    | -    | -    |

El 1717 incorpora Aleny i Dusfort; i el 1857, Sant Pere de l'Arç i Mirambell.

## Llocs d'interès
- Ruïnes del castell de Calonge de Segarra.[3]
- Església romànica de Santa Fe de Calonge.[4]